# Mallobaud
Mallobaud est un roi franc de la seconde moitié du IVe siècle qui a souvent combattu contre les Alamans au sein de l'armée romaine.

## Biographie
Des auteurs l'ont identifié à l'officier homonyme qui, avec son collègue et peut-être parent Malaric, a pris vers 355 la défense de Silvanus, accusé de trahison. L'un se proposait d'aller chercher Silvanus tandis, que l'autre restait en otage afin de garantir le retour des deux francs. Comme Silvanus se révolte peu après et se proclame empereur, il y a lieu de penser que ses deux défenseurs ont été exécutés[Interprétation personnelle ?],,, bien que Malaric soit encore cité en 363 quand l'empereur Jovien le nomme magister equitum (maître de cavalerie). Outre cette question de survivance après la révolte de Silvanus, les deux hommes ne peuvent être identifiés, car le premier a eu une carrière militaire et politique au sein de la cour impériale, tandis que le second semble n'avoir vécu que dans les provinces gauloises et germaniques ou au sein de son peuple. Par contre l'homonymie révèle probablement une parenté proche entre les deux Mallobaud.
Ce second Mallobaud apparaît en 374 lors de la lutte contre le roi alaman Makrian qui ravageait les terres franques en tuant ce dernier dans une embuscade,. En 378, il combat les Alamans dans l'armée de l'empereur Gratien lors de la bataille d'Argentovaria, près de Horbourg. Au sein de l'armée, il a le rang de « comte des domestiques »,. Au cours de cette seconde bataille, il est qualifié de « roi des Francs »,.
Par la suite, il devient capitaine de la garde impériale de Gratien vers 380.

### Sources primaires
- Ammien Marcellin, Histoire de Rome, livre XXX, chapitre III.

### Sources secondaires
- François Zosso et Christian Zingg, Les Empereurs romains : 27 av. J.-C. - 476 ap. J.-C., édition Errance, 1995, 253 p. (ISBN 2-87772-226-0).
- Karl Ferdinand Werner, Les Origines : Avant l'an mil, Paris, Le Livre de poche, coll. « Histoire de France », 1984 (réimpr. 1996) [détail des éditions] (ISBN 978-2-253-06203-5).
- Pierre Riché et Patrick Périn, Dictionnaire des Francs - Les temps Mérovingiens, Paris, Bartillat, 1996 (ISBN 2-8410-0008-7).
- Christian Settipani, « Clovis, un roi sans ancêtre ? », Gé-Magazine, no 153,‎ octobre 1996 .
- Michel Rouche, Clovis, Paris, Éditions Fayard, 1996 (ISBN 2-2135-9632-8).
- Godefroid Kurth, Clovis, Tours, Alfred Mame et fils, 1896, XXIV-630 p. (présentation en ligne, lire en ligne)Réédition : Godefroid Kurth, Clovis, le fondateur, Paris, Tallandier, coll. « Biographie », 2005, préface puis 625 p. (ISBN 2-84734-215-X), p. 85-91..